# Hjalmar Sandberg
Bror Erik Hjalmar Sandberg, född 5 september 1847 i Stockholm, död 12 april 1888 i Stockholm, var en svensk landskapsmålare, konservator och tavelrestaurerare.

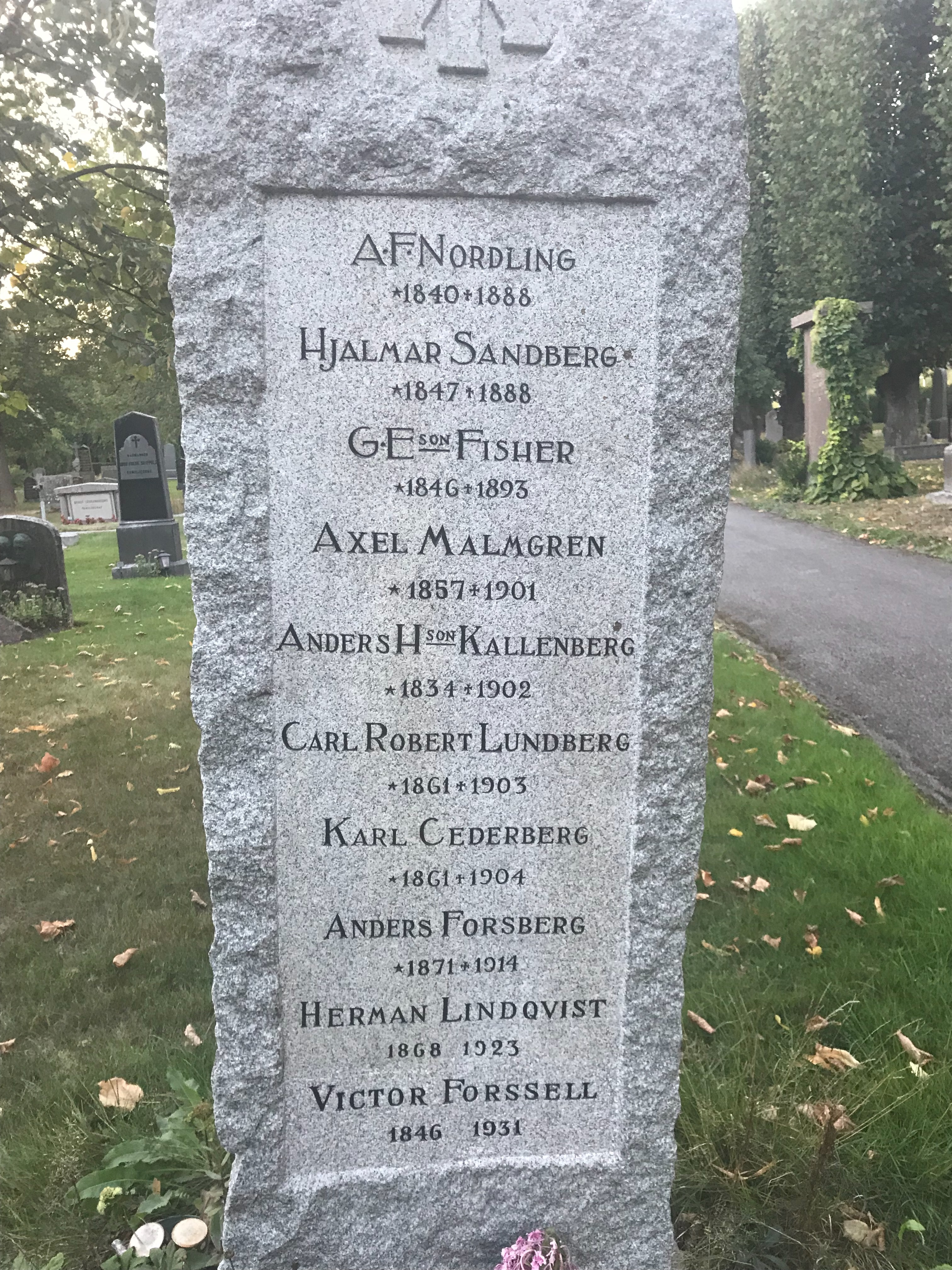
Gravvård Norra begravningsplatsen

## Biografi
Hjalmar Sandberg var son till vinskänken Erik Sandberg och Carolina Gustava Sjölander. Hans konstnärliga bana började då han arbetade i en affär som sålde material till studenterna vid Konstakademien. Han lärde känna flera av eleverna och 1877 reste han till Paris tillsammans med Carl Larsson för att bli konstnär. Han tillbringade hela sommaren 1877 med att måla landskapsbilder från Barbizon. Hans största framgång som konstnär kom i samband med världsutställningen i Paris 1878 då juryn ansåg att han var lika värdig en medalj som Georg von Rosen. Vid återkomsten till Sverige 1879 anställdes han som intendent och konservator vid Föreningen för nordisk konst.
På grund av en mängd bisysslor och hans tidiga bortgång blev produktionen fragmentarisk. Förutom världsutställning medverkade han i Parissalongen 1879, den nordiska konstutställningen i Köpenhamn 1883 och Konstakademiens utställning 1885 samt i utställningar arrangerade av Stockholms konstförening och  Föreningen för nordisk konst. Han fick aldrig någon formell utbildning. Sandberg finns representerad vid bland annat Nationalmuseum i Stockholm, Norrköpings konstmuseum och Linköpings museum.

### Verk i urval

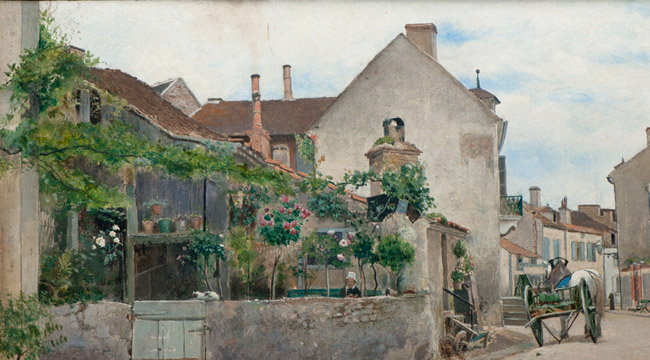
Motiv från Vichy
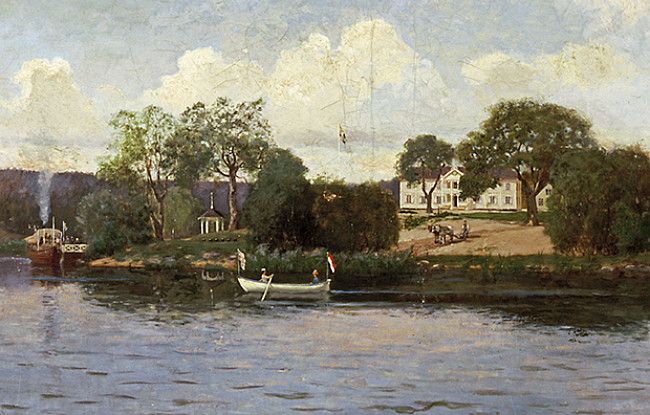
Hustegaholm (1882)